# Galeria Wielka 19
Galeria Wielka 19 – galeria sztuki współczesnej w Poznaniu działająca w latach 1971-1990. W latach 80. pod kierownictwem Stefana Ficnera stanowiła najważniejsze miejsce w Poznaniu dla sztuki alternatywnej i nieuwikłanej politycznie. Miejsce debiutu oraz ważniejszych wystaw grupy Koło Klipsa.

## Historia
W 1971 roku artysta rzeźbiarz Zbigniew Cieluch oraz architekt wnętrz Jerzy Krenz znaleźli nieużywany magazyn wytwórni filmowej przy ulicy Wielkiej 19 na Stary Mieście w Poznaniu. Ponieważ do przejęcia budynku dla celów galeryjnych potrzebne było wsparcie instytucji państwowych, Galeria działała pod patronatem Państwowej Wyższej Szkoły Sztuk Plastycznych (obecnie Uniwersytet Artystyczny w Poznaniu) i Socjalistycznego Związku Studentów Polskich. Pierwszymi prowadzącymi działalność Galerii byli studenci PWSSP: Jarosław Maszewski, Mariusz Tuliński, Bogdan Perzyński, Jan Gliński. W latach 1983–89 kierownictwo przejął Stefan Ficner, który wcześniej współpracował z Galerią jeszcze jako student PWSSP. W tym czasie Galeria osiągnęła ogólnopolski zasięg oraz dużą intensywność wystaw. W samym 1986 roku odbyło się przy ulicy Wielkiej 19 siedemnaście wystaw. W 1984 roku odbyła się pierwsza wystawa grupy Koło Klipsa. Ostatnią wystawą w Galerii była prezentacja Zbigniewa Taszyckiego w 1990 roku. Galeria zakończyła działalność wraz z końcem okresu PRL. Jeszcze w 1990 roku lokal został zakupiony przez prywatnego inwestora.

## Profil Galerii
Program był tworzony spontanicznie przez samych artystów związanych z Galerią. Głównym celem Wielkiej 19 było odróżnianie się od innych poznańskich galerii i ich tendencji. W tym czasie w Poznaniu dominowała sztuka konceptualna skupiona wokół postaci ówczesnego rektora PWSSP Jarosława Kozłowskiego i założonej przez niego Galerii Akumulatory 2. Ze względu na wprowadzoną przez nowego rektora otwartość programową i ideową w szkole zrodziła się nowa tendencja wśród studentów, która miała stać się przeciwwagą dla dominujących trendów. Nadszedł czas nowej ekspresji lat 80. w polskiej sztuce, a w Poznaniu Galeria Wielka 19 stała się dla jej najlepszym miejscem. Surowe i trudne wnętrze wymagało innego podejścia od artystów niż standardowy white cube. Sprzyjało natomiast pracom site-specific, sztuce instalacji oraz ekspresji. Galeria współpracowała z innymi instytucjami nurtu niezależnego sztuki polskiej w latach 80., w tym: Galerią Dziekanką, Galerią Wschodnią, Galerią Wyspa, Zderzakiem. Przynależność instytucjonalna do PWSSP oraz SZSP wymuszała na Galerii jedynie organizowanie wystaw dyplomowych uczelni, a zatem było to miejsce w dużej mierze niezależne od państwowej indoktrynacji. Było to jednak miejsce nieuwikłane polityczne, lecz nastawione wyłącznie na działalność artystyczną.

## Artyści
Podczas działalności Galerii przewinęło się w niej wielu artystów z Polski, Francji, Holandii, Niemiec, Włoch, Czechosłowacji i Grecji. Wśród polskich artystów prezentowali się m.in.: Leszek Knaflewski, Mariusz Kruk, Wojciech Kujawski, Krzysztof Markowski, Piotr Kurka, Piotr Postaremczak, Jarosław Modzelewski, Ryszard Grzyb, Włodzimierz Pawlak, Marek Sobczyk, Ryszard Woźniak, Paweł Kowalewski, Mirosław Bałka, Marek Kijewski, Mirosław Filonik, Andrzej Łopiński, Joanna Przybyła, Tadeusz Sobkowiak, Piotr C. Kowalski, Danuta Mączak, Zbigniew Taszycki, Ewa Twarowska, Tomasz Psuja, Grzegorz Klaman, Andrzej Syska, Jerzy Kopeć.